# 台灣民政府
台灣民政府是於2008年2月2日在台湾以政治名義成立的爭議性組織。台灣一些縣市警察局已將之列為詐騙集團。該組織主張台灣應該與日本統一，認為台灣暫時由「美國軍政府」軍事占領、但主權仍屬於日本國。該組織否認中華民國的合法性。台灣民政府否認自己是台灣獨立運動組織，反對台獨，對台灣地位未定論亦持批判立場。
台灣民政府不是在中華民國登記有案的政黨、社團等組織，也未受到任何國家或政府所承認。台灣民政府官方網站刊有「台灣公民權利法」、「組織建構圖」、「州郡管轄區域圖」等文件，而且於臺灣各地設有辦事處，開辦宣傳講座，散發傳單，開放民眾申請「台灣民政府身分證」與「台灣民政府車牌」，招募軍隊「黑熊部隊」，辦理「郡守」及司法人員考試，每年組「日本天皇陛下祝壽團」參拜日本靖國神社。台灣民政府有固定的人員與宣傳車在台灣各地活動，並鼓吹申請身分證等行為。

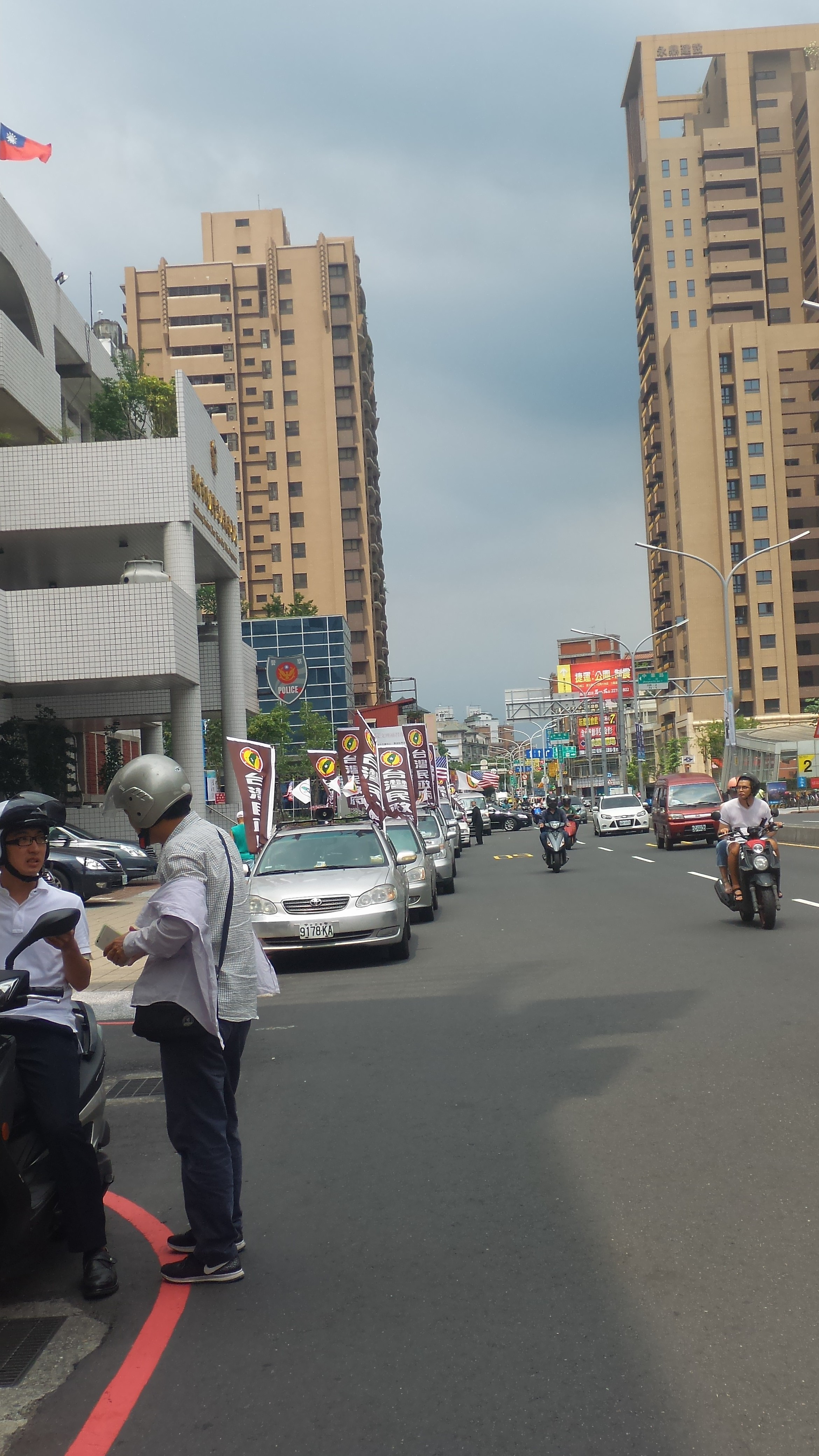
台灣民政府車隊聚集於新北市政府警察局新莊分局大門前

台灣民政府宣稱，只要辦了台灣民政府身份證，不用美國簽證就能直接去美國；但美國在台協會官員否認此事。台灣民政府發放的護照也沒有美國公民的任何免簽證權利，以此護照入境他國將會遭到遣返與可能的法律追訴。
2018年5月11日，臺灣桃園地方檢察署指揮法務部調查局桃園市調查處與桃園市政府警察局搜索台灣民政府中央會館，依《中華民國刑法》詐欺罪與《洗錢防制法》聲請羈押林志昇、林梓安、台灣民政府中央會館建物及土地所有權人游象敬。
2018年7月9日，桃園地檢署表示，林志昇夫婦等6人利用詐術取款，意圖均為「自己不法所有」，本質為詐騙集團，將林志昇夫婦等6人依《中華民國刑法》詐欺罪、《組織犯罪防制條例》與《洗錢防制法》提起公訴。

## 历史
2011年1月，「台灣民政府中央會館」開始運作，又名「水月園」，當時門牌號碼為「桃園縣龜山鄉員林坑路100之1號」，由台灣民政府主席曾根憲昭及秘書長林志昇領導主持。2011年下半年，台灣民政府開始向成員販售帽子、徽章、旗幟、肖像等，並推出「高級班」課程，也陸續辦理旅行團。2012年底，台灣民政府開放成員每人捐新臺幣1萬元在中央會館匾額後簽名、興建中央會館大理石碑等等，但簽名未曾造冊。
2013年3月14日，台灣民政府舉行「第一屆日台精英研習營」。2013年4月6日，台獨人士鄭自才在台灣民政府「第53期法理學院研習會」演講〈中華民國不是一個國家〉。
2013年4月25日，蔡明法、蔡吉源等部分台灣民政府成員在美國華盛頓特區舉行記者會，於演講中宣布組成「臺灣政府」，形同主張台灣獨立；此舉被台灣民政府視為叛變行為並切割之。後來這些成員另組美國臺灣政府（"Taiwan Government USA"，簡稱"TGUSA"）並架設新網站，也以台灣民政府旗幟做參考製作新旗幟。現時美國臺灣政府已不主張日本擁有臺灣主權。
2015年11月15日，台灣民政府在台北市舉行「快樂法理革命萬人大遊行」，台灣民政府發言人徐格麟、楊庭軒說，這一場「快樂的法理革命」是要宣告《舊金山和約》已經確立了台灣地位，本月8日美國國防部部長阿什顿·卡特也正式宣告美國是台灣主要佔領權國。同月24日，台灣民政府在《台灣蘋果日報》刊登本次遊行的宣傳廣告，文末宣稱：㈠台灣民政府身分證「已獲得聯合國總部承認並准許使用」；㈡台灣民政府於2015年2月28日正式控告美國與中華民國，「要求宣告台灣人國籍不是中華民國國籍，預料2015年12月以前會得到判決」。
2016年6月15日，《台灣壹週刊》披露前台灣民政府高雄州儲備郡守戴振榮寫給林志昇的一封信，戴振榮在信中強調，他決定向台灣民政府高雄一州及岡山郡部分成員提告，並不排除向社會大眾及司法單位揭發林志昇的種種詐騙惡行。戴振榮在信中說，他與其妻林宛靜在2014年獨自成立岡山郡，「林宛靜出任郡守，我則擔任二屆中央參議員」；岡山郡是他、林宛靜與幾個同心（台灣民政府成員之互稱）辛苦建立起來的，「現在，不僅你們要趕我們搬家，還煽惑高雄一州及岡山郡的其他成員，集體威脅我太太，並對我太太謾罵三字經」。徐格麟回應，中華民國內政部有信函給台灣民政府，但「台灣民政府無『法』（中華民國法律）可管」。林志昇回應，他基於信念，確實協助台灣民政府從事一些活動，但與台灣民政府沒有金錢往來。
2017年底，前台灣民政府台南州州長蔡朝鵬集結超過百位受害人至臺灣桃園地方法院檢察署，控告林志昇及其妻林梓安涉嫌《中華民國刑法》詐欺罪。蔡朝鵬是前民主進步黨資深黨員，自稱花費至少新臺幣上千萬元邀集親友加入台灣民政府。蔡朝鵬說，林志昇於2015年底不敵眾人質疑而赴美國提起訴訟，但他發現林志昇只是提起人權賠償訴訟，而且訴訟帳目細節從未公布；他認為，林志昇吸金「絕對超過」新臺幣十億元。
2018年5月11日，臺灣桃園地方檢察署指揮法務部調查局桃園市調查處與桃園市政府警察局搜索台灣民政府中央會館、桃園市蘆竹區林志昇豪宅等7個地點，搜索期間台灣民政府一度以旗下的「黑熊部隊」與檢警對峙；最終檢警查扣了黑熊部隊所使用的鎮暴槍等裝備，於林志昇豪宅搜出新台幣1.3億元現金，依《中華民國刑法》詐欺罪與《洗錢防制法》聲請羈押林志昇、林梓安、台灣民政府中央會館建物及土地所有權人游象敬。桃園地檢署經中華民國外交部向美方查證，美方回覆的資料顯示台灣民政府只是以政治話術包裝的經濟犯罪。林志昇等人接受偵訊時，未交代台灣民政府金錢流向，但堅稱美國軍政府將接管台灣，又稱所有的錢將全數用於提起訴訟請求美國接管台灣。同日下午，臺灣桃園地方法院召開聲押庭，裁定林志昇、林梓安與游象敬羈押禁見。
2018年5月13日，台灣民政府Facebook粉絲團「民政府-黑熊力量」貼出「民政府令 遠東地區甲級戰犯名單」，將桃園地檢署主任檢察官朱立豪、新北市政府警察局海山分局分局長王順益等四人列為戰犯，並抨擊蔡英文政府與桃園市市長鄭文燦背信：「除此四大通緝對象之外，本府亦強烈譴責蔡政府兔死狗烹之行徑，以及鄭文燦的政治背信！原來這就是所謂的台獨戰友互助原則？非得要我們把真實內幕爆出來嗎？你們枉費岩里政男先生對你們的養育之恩！」
2018年7月9日，桃園地檢署將林志昇夫婦等6人依《中華民國刑法》詐欺罪、《組織犯罪防制條例》與《洗錢防制法》提起公訴。桃園地檢署表示，林志昇夫婦等6人利用詐術取款，意圖均為「自己不法所有」，並未用於外國政府、外國機構發展組織或蒐集情報，本質為詐騙集團，不符合《國家安全法》所定「意圖危害國家安全發展組織」之要件。
2013年起，台灣民政府中央會館因土地屬於保護區，多次被檢舉並認定是違建。2019年7月23日，桃園市政府建築管理處拆除台灣民政府中央會館。
2019年11月6日，林志昇逝世，所涉案件法院諭知公訴不受理。

### 美國臺灣政府
2014年7月7日，美國臺灣政府在臺灣省政府進行「占領行動」，占領臺灣省政府一樓大廳與三樓主席室，以「臺灣政府」四字布條遮蓋臺灣省政府大門上方「臺灣省政府」五字，將臺灣省政府廣場旗桿的中華民國國旗降下並升起美國國旗與美國軍政府佔領台澎地區的佔領旗，以塑膠布包覆臺灣省政府廣場的孫中山銅像，引來新聞媒體關注與南投縣政府警察局中興分局強制驅離。然而美國臺灣政府並未就此放棄，接續數天仍然聚集於臺灣省政府附近。
占領行動後，蔡明法、蔡吉源與同是美國臺灣政府成員的吳耀堃被臺灣省政府控告侵入官署。2014年9月29日，臺灣南投地方法院開庭審理占領行動案，人在美國的蔡明法與蔡吉源向檢察官請假未出庭，吳耀堃與律師出庭，近百名美國臺灣政府支持者到臺灣南投地方法院檢察署前集結；吳耀堃在法庭上說，美國臺灣政府並非無故侵入臺灣省政府，只是到臺灣省政府宣示臺灣人能自由組織政府的希望和機會，而臺灣省政府是開放的場所，他們只是進去臺灣省政府上廁所，他以前到中興新村打球也常到臺灣省政府上廁所。

### 台灣國政府
2018年2月25日，台灣國政府（The Republic of Taiwan Government）成立，總部位於屏東縣崁頂鄉中正路237號，以2月28日為開國紀念日、1月1日為國慶日，臨時副總統楊竣惟致詞時稱「所有的臺灣人都了解」中華民國與臺灣都不是國家。美國臺灣政府影片顯示，楊竣惟曾任美國臺灣政府政務委員。2019年1月1日，台灣國政府首次舉辦國慶，台灣國政府總統楊竣惟、台灣國政府參議長兼主席蔡國龍、台灣國政府國務卿王寶億、自稱「日本民間代表」的池上先生、自稱美國副總統的Charle Wang出席，唱國歌時只唱美國國歌與日本國歌，楊竣惟致詞時稱「台灣建國符合宇宙自然法」。台灣國政府總部建築為約兩百坪的平房，屋外懸掛美國國旗、日本國旗及台灣國政府旗，屋內以木板隔間國會、內閣會議、總統、司法辦公室等隔間。屏東縣政府警察局表示，初步情資顯示台灣國政府與台灣民政府系出同門，但台灣國政府撇清與台灣民政府的關係。

## 主張
有關臺灣地位的主張，台灣民政府成立時主張美屬台灣群島方案，並據此發起第一次控美案要求美國政府發放美國護照給臺灣人民。台灣民政府多次宣稱向「美國軍事法庭」提起訴訟，但是沒有結果。第一次控美案沒有下文之後，台灣民政府改為主張：《馬關條約》確定臺灣為日本屬地，日本天皇擁有臺灣的所有權；第二次世界大戰結束後，《舊金山和約》確立了臺灣地位，臺灣受到「美國軍政府」（United States Military Government，簡稱USMG）軍事占領，日本天皇依《馬關條約》保有臺灣的所有權，美國總統依《舊金山和約》握有臺灣的占領權，稱為「日屬美占」；現時統治臺灣的中華民國政府是流亡政府，美國總統有責任循國際法實現臺灣地位正常化。至於臺灣人民是否享有主權，台灣民政府主張：臺灣先民對政權並無概念及意圖，亦未曾建構統一臺灣之主權，「故本土臺灣人並無資格稱擁有臺灣主權」；臺灣主權是日本天皇建構完成的，因而無需以「歸還」（return）之方式移轉予中國及本土臺灣人。林志昇甚至曾經宣稱若控美案勝訴則2016年中華民國總統選舉不會舉行，呼籲支持者踴躍捐款以支付控美案的龐大律師費，吸金新臺幣上億元。
依照台灣民政府官方說法，台灣民政府是依照國際法與條約合法成立，並由美國軍政府授權統治臺灣。台灣民政府的主張，部分與台灣獨立運動人士的說法類似；然而台灣民政府否認自己是台獨組織，不主張台獨，也不主張台灣地位未定論。
2010年6月10日，時任福爾摩莎法理建國會秘書長的林志昇接受中評社專訪時說，台灣目前是由美國佔領的狀態，並非美國的屬地，也不是託管地；他提倡台灣地位未定論，但台灣絕對不是、也不會變成美國第51州。林志昇說，他堅決反對台獨，台獨與兩岸統一都是假議題；他主張，台灣應該自治，讓台灣成為東方的瑞士，與日本、美國和中國大陸等距交往，才是對台灣未來發展最有利的方式。林志昇表示，2004年，前中華民國總統李登輝希望他研究台灣的國際地位，並且向國際間提出控告；2006年10月24日他開始具狀控告美國違反人權，相關論述李登輝都知道，所有進度李登輝都知情、一句反對的話都沒有，李登輝甚至曾經在扶輪社演講時三度提到“台灣依舊在美國軍事政府佔領下”。 
台灣民政府聲稱自己是獲得美國軍政府授權成立的政府，性質如同琉球列島美國民政府。2012年3月20日，林志昇向東森新聞記者說，台灣民政府「對中華民國採取不合作、不配合的態度」。
2012年4月11日，林志昇在國立成功大學台灣語文測驗中心通識教育講座主講〈從戰爭法談1945年以來台灣的國際地位〉，主張「根據戰爭法，台灣主權不屬於中華民國、也不屬於中華人民共和國，台灣是美國屬地」：1905年清朝政府在《馬關條約》中將台灣及澎湖的主權與管轄權交給日本天皇，台灣成為日本殖民地；1945年日本在台灣實施皇民化政策，《日本國憲法》開始施行於台灣，台灣成為日本不可分割的領土；《舊金山和約》確認美國是第二次世界大戰主要戰勝國，1945年10月25日起美國軍政府擁有日本與日本軍統治下（包括台灣）的投降與佔領處分權，《美日安保條約》規定日本有義務保護台灣，中華民國國民政府主席蔣介石只是接受駐日盟軍總司令道格拉斯·麦克阿瑟一般命令第一號、代表同盟國聯軍到台灣及北越接受日軍投降；「在台灣的中華民國」是流亡政府，其合法領土僅有金門群島與馬祖列島。
2012年9月26日，林志昇向中天新聞記者聲稱，持有台灣民政府身分證的人到美國在台協會（AIT）辦美國簽證，不用經過面試就能拿到簽證，「這是當時美國國家單位跟我們談的」；中天新聞記者向AIT發言人裴士蓮（Sheila Paskman）查證，裴士蓮回覆「所有申請美國簽證的人都必須到美國在台協會面談」。2015年5月2日，《台灣蘋果日報》記者持台灣民政府身分證進入AIT臺北辦事處，在簽證辦理處遭警衛阻擋並譏諷「怎會有人相信這個」、「拿這個是無法進入AIT的」；同日，台灣民政府發言人徐格麟表示，台灣民政府成員仍繳稅給「目前的流亡政府」，因為「美方要求且授權流亡政府收稅」。
2012年12月23日，林志昇宣布，鑑於福爾摩莎法理建國會體制內之「台灣法理自治學院」成員中「台灣自治建國」已逐漸成為主流願景，為兼顧感性及理性，台灣民政府與台灣法理自治學院之運作必須有所區隔、分別運作，台灣民政府「國安參謀聯席會」作成建議：
1. 將以「台灣自治建國」為終極目標之台灣法理自治學院改隸福爾摩莎法理建國會，使台灣法理自治學院得以基於言論自由，依所構想之「台灣政府」運作「台灣自治建國」之主張。
2. 台灣民政府運作以最終效忠日本天皇為中心思想之「日台共同聯盟」，以保留台灣脫離政治煉獄的活路；台灣人的法理身分是日本臣民，基本上應有效忠日本天皇的堅定思維[47]。

2015年12月9日，中華民國內政部部長陳威仁在立法院內政委員會表示內政部尊重台灣民政府的言論自由與集會結社自由，只要台灣民政府不傷害公眾利益，內政部不會干涉；但民眾花錢向台灣民政府申請的身分證與車牌都無效，台灣民政府身分證只屬於團體內部證明文件而已，內政部會提醒民眾不要受騙；如果有人因參加台灣民政府而被騙，內政部接獲檢舉就會處理。2015年12月25日，台灣民政府秘書長夫人林梓安（林志昇之妻）在《時報周刊》專訪中說，台灣民政府是在國際戰爭法與美國最高法院判決規定下於2008年正式成立，2011年開始接受民眾申請身分證，所有運作都是符合《舊金山和約》規定，完全合法；台灣民政府是想幫台灣爭取正確國際地位的組織，所核發的身分證「是向美國申請，享美國國內待遇，可進出美國國內機場，連聯合國歐洲總部萬國宮也通行無阻」，證明台灣民政府確實獲國際認同。2016年6月11日，中華民國內政部政務次長花敬群說，台灣民政府並非在內政部立案的政治團體，因此該團體發行的身分證與車牌等均為無效證件；但若台灣民政府的作為並無不法，即使台灣民政府宣稱有軍隊，也只在言論自由層次。2016年6月13日，中華民國內政部部長葉俊榮在立法院內政委員會說，台灣民政府沒有依《人民團體法》向內政部申請備案，台灣民政府身分證可能涉及偽造或變造、也不具任何效力。
2016年6月9日，自稱公民記者的台灣民政府成員洪素珠引爆洪素珠事件。同月10日，台灣民政府連續發2份聲明稿，稱台灣民政府並無公民記者，洪素珠的言行與台灣民政府無關。同月11日，徐格麟說，領有台灣民政府身分證的人，例如洪素珠，受到台灣民政府制定的「台灣公民權利法」約束；至於AIT否認持有台灣民政府身分證的人不用經過面試就能拿到美國簽證，徐格麟說，「旅行證件本身是由美國來認證的，怎麼可能還要透過什麼方式去申請（簽證）呢？這不太合理」。同月14日，徐格麟說，台灣民政府發行的身分證與護照都是美國軍政府核撥，持台灣民政府身分證進入AIT被拒絕的人是被警衛拒絕，AIT官員「從不否認」台灣民政府身分證有效；同日，AIT臺北辦事處處長梅健華說，根據美國法律，所有人必須憑「有能力」的主管機關所發行的證明文件申請美國簽證與進入美國，欲進入AIT者也必須憑合格的身分證明文件進入，「我很高興他們（台灣民政府）讓我們清楚這個事情，所以我以後要站在門口檢查進來的人的證件」。
台灣民政府的口號有：「我是台灣人，不是中國人」、「我愛台灣，我即刻申請台灣身分證」。

## 組織構造及成員

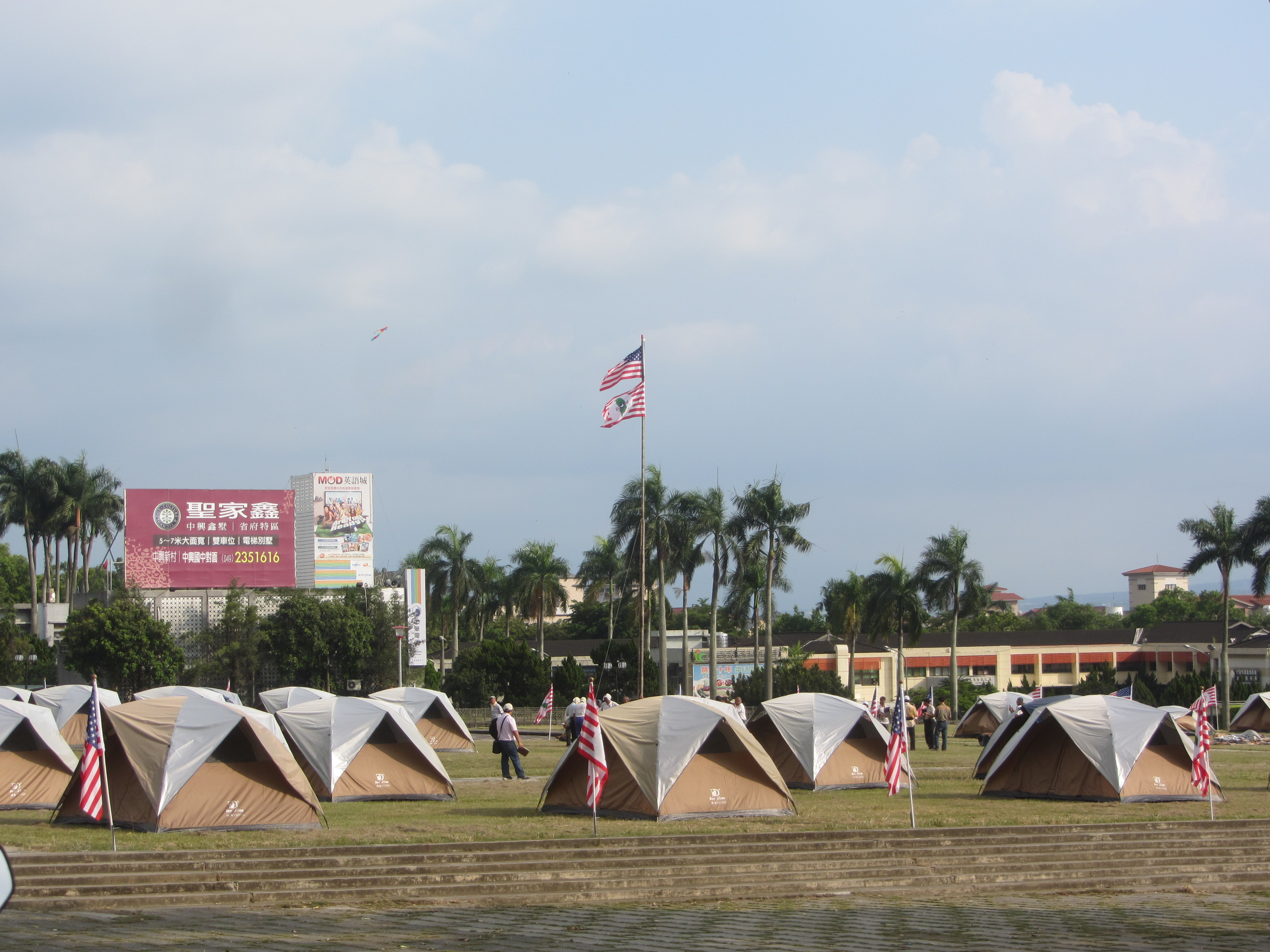
美國臺灣政府佔領臺灣省政府前廣場的美國臺灣政府人員的帳篷與旗幟

依據2014年3月24日台灣民政府發布的組織圖，最高領導人為「行政長官」，行政長官下設七人組成的「主席團」，主席團下設「國安參謀聯席會」、「內閣」、「參議院」、「眾議院」與「司法院」。

### 知名成員
台灣民政府的知名成員有：
- 林志昇：台灣民政府發起人、秘書長、國安參謀聯席會執行長。2019年11月2日於住處跌倒致顱內出血，於同月6日晚間死亡。
- 何瑞元：前台灣民政府顧問，2013年9月26日宣布與林志昇切割一切關係[59]。
- 蔣為文：國立成功大學台灣文學系教授，台灣教授協會會員，台灣民政府教育大臣，於2012年9月8日主持台灣民政府「台灣語文圓桌會議」[60]。
- 鄧芬慧：保護台灣大聯盟經濟研究小組成員。2012年1月，由於與林志昇在人事任用上的意見分歧，辭去台灣民政府相關一切職務。
- 蔡吉源：中央研究院人文社會科學研究所財經研究員，台灣民政府國務總理。2001年中華民國縣市長選舉，與台獨人士陳婉真以無黨籍身分搭檔參選彰化縣正副縣長，落選。
- 蔡明法：前民主進步黨終身黨員，前民主進步黨美西黨部主任委員，前台灣民政府副主席，2011年1月26日宣布退出民主進步黨[61]，2013年5月9日宣布與林志昇切割、分道揚鑣[62]。現自組「美國臺灣政府」，自任美國臺灣政府主席。
- 城仲模：前中華民國司法院副院長，曾任台灣民政府主席[14]。
- 曾根憲昭：旅居日本的醫師。2011年7月21日接任台灣民政府主席[63]，但未滿一年也離職[64]。
- 徐格麟：畫家藍蔭鼎的外孫，曾任實踐大學媒體傳達設計學系兼任講師、青田國際文化事業有限公司負責人、台灣民政府發言人，曾獲2006年台北美術獎優選[65]，在台灣民政府官方影片中使用日本人名「大山格麟」。
- 楊庭軒：台灣民政府台中州知事[66]、台灣民政府發言人。
- 張銘顯：農民黨主席，曾任台灣民政府廉政大臣。
- 蕭曉玲：前臺北市立中山國民中學教師、前台灣民政府台北州州長、台灣教師聯盟理事長，2008年被臺北市立中山國民中學解聘後提起訴訟但被中華民國最高行政法院判決敗訴定讞，2016年6月15日自稱支持台獨、2009年加入台灣民政府、2010年退出台灣民政府[67][68]。
- 蔡財源：前高雄市三鳳宮董事長[69]，前台灣民政府高雄州知事[70]，2009年12月獲得全美台灣人權協會「鄭南榕紀念獎」[71][72]。
- 洪素珠：台灣民政府高雄州議員[73]，在PeoPo公民新聞平台使用筆名「素素」[74]，2016年6月9日引爆洪素珠事件[75]。

### 辦事處

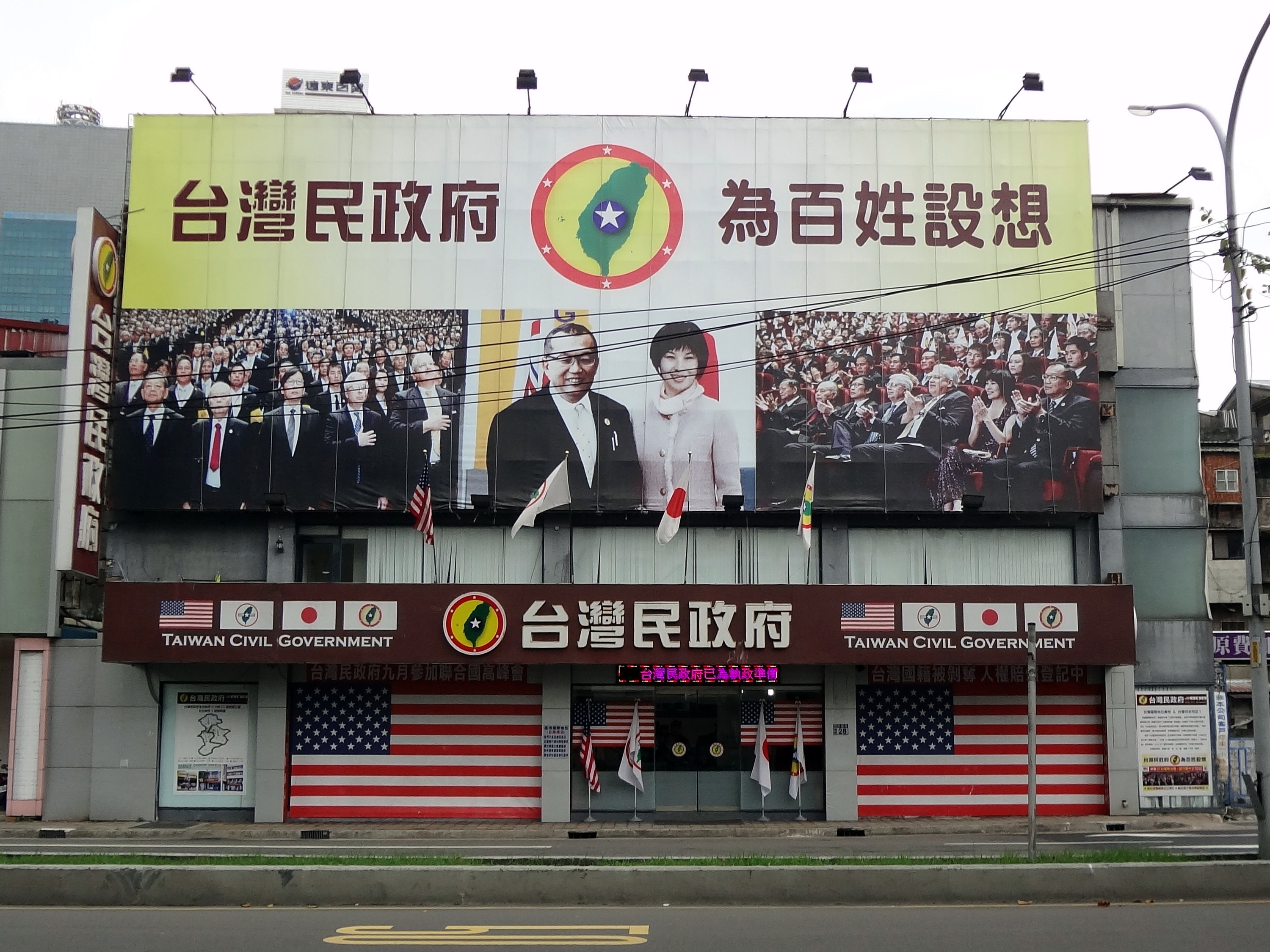
台北州辦公室（2019/11/23已廢除）
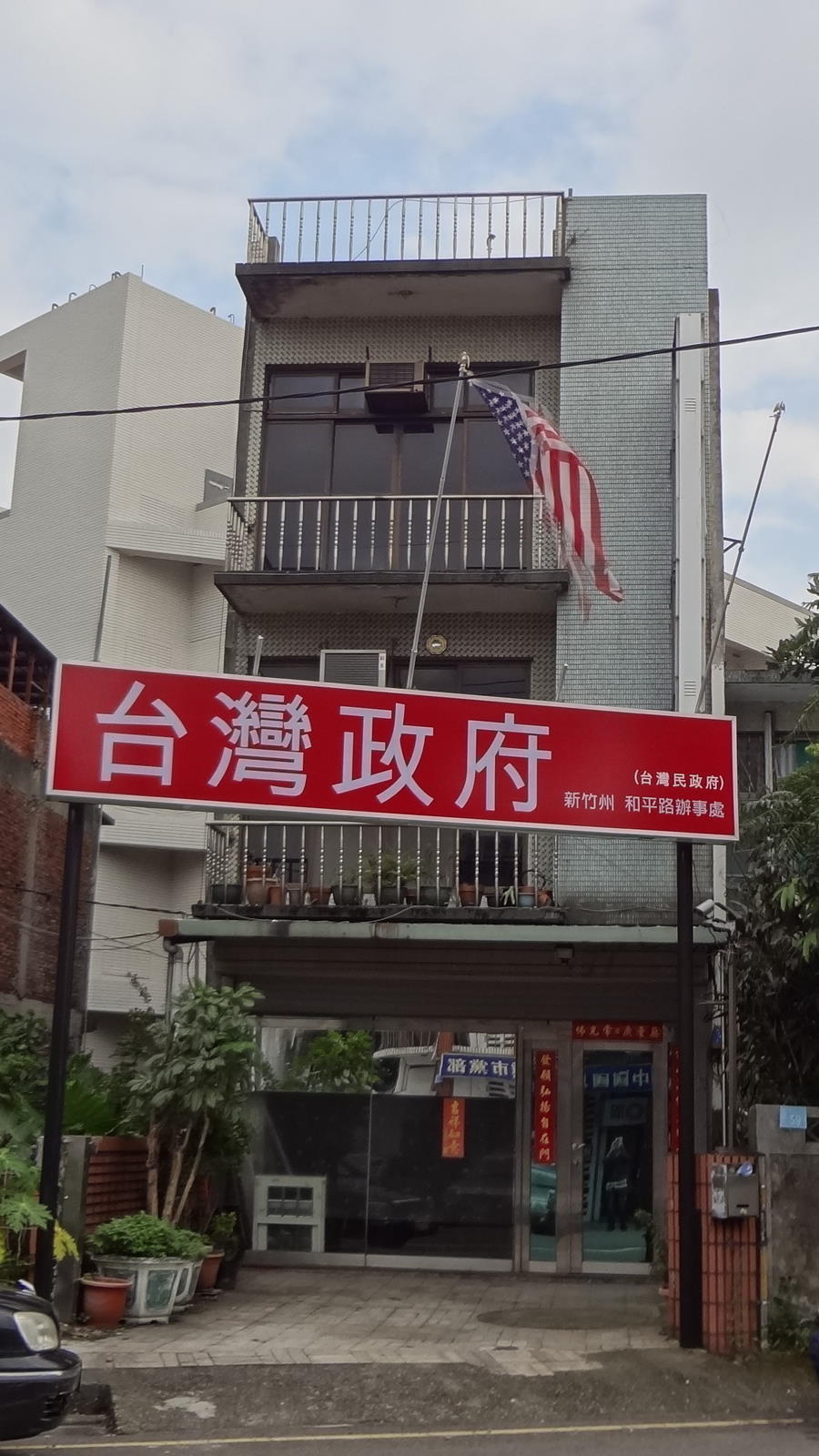
新竹州和平路辦事處（2019/11/23已廢除）
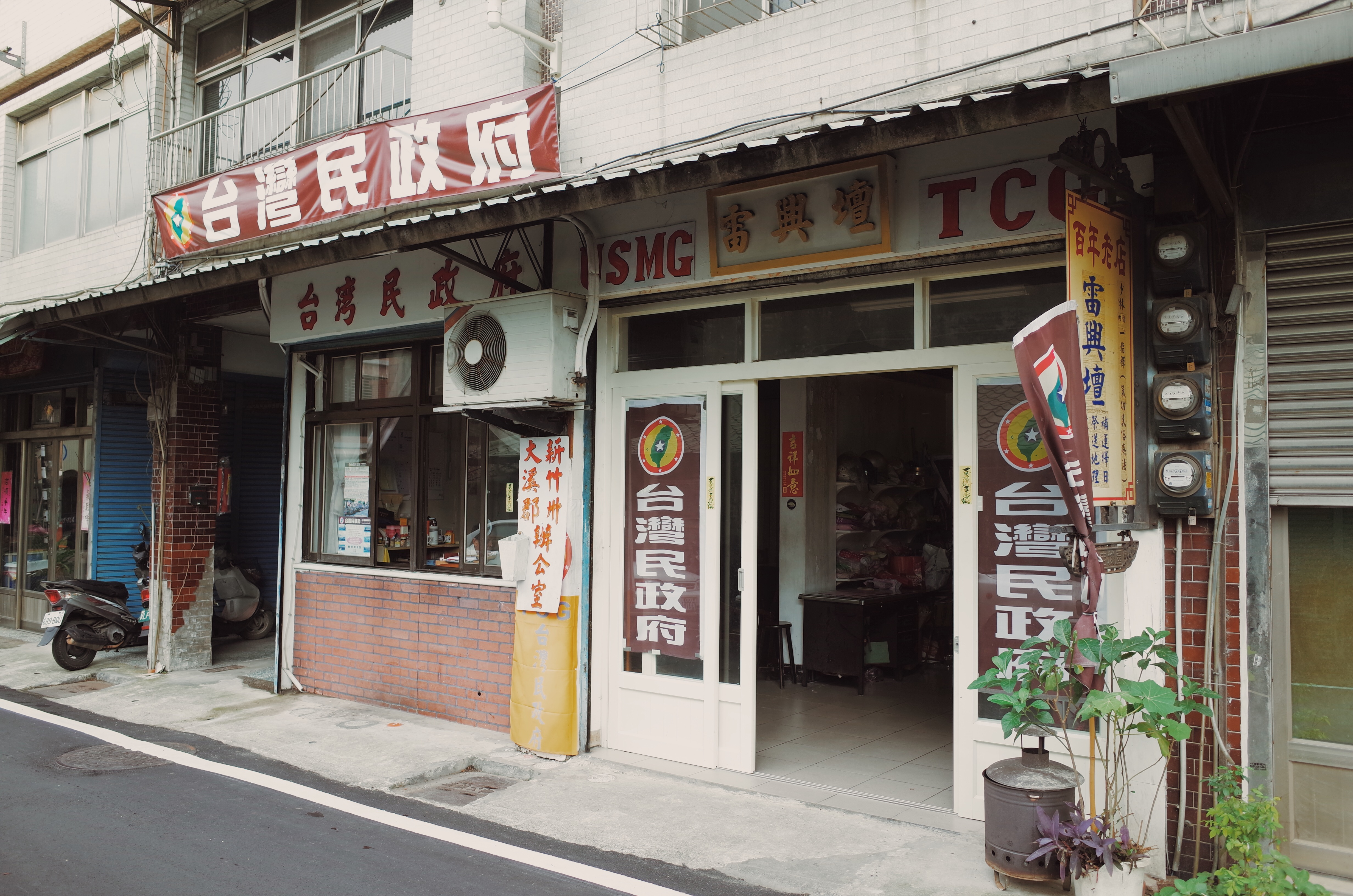
新竹州大溪郡辦公室
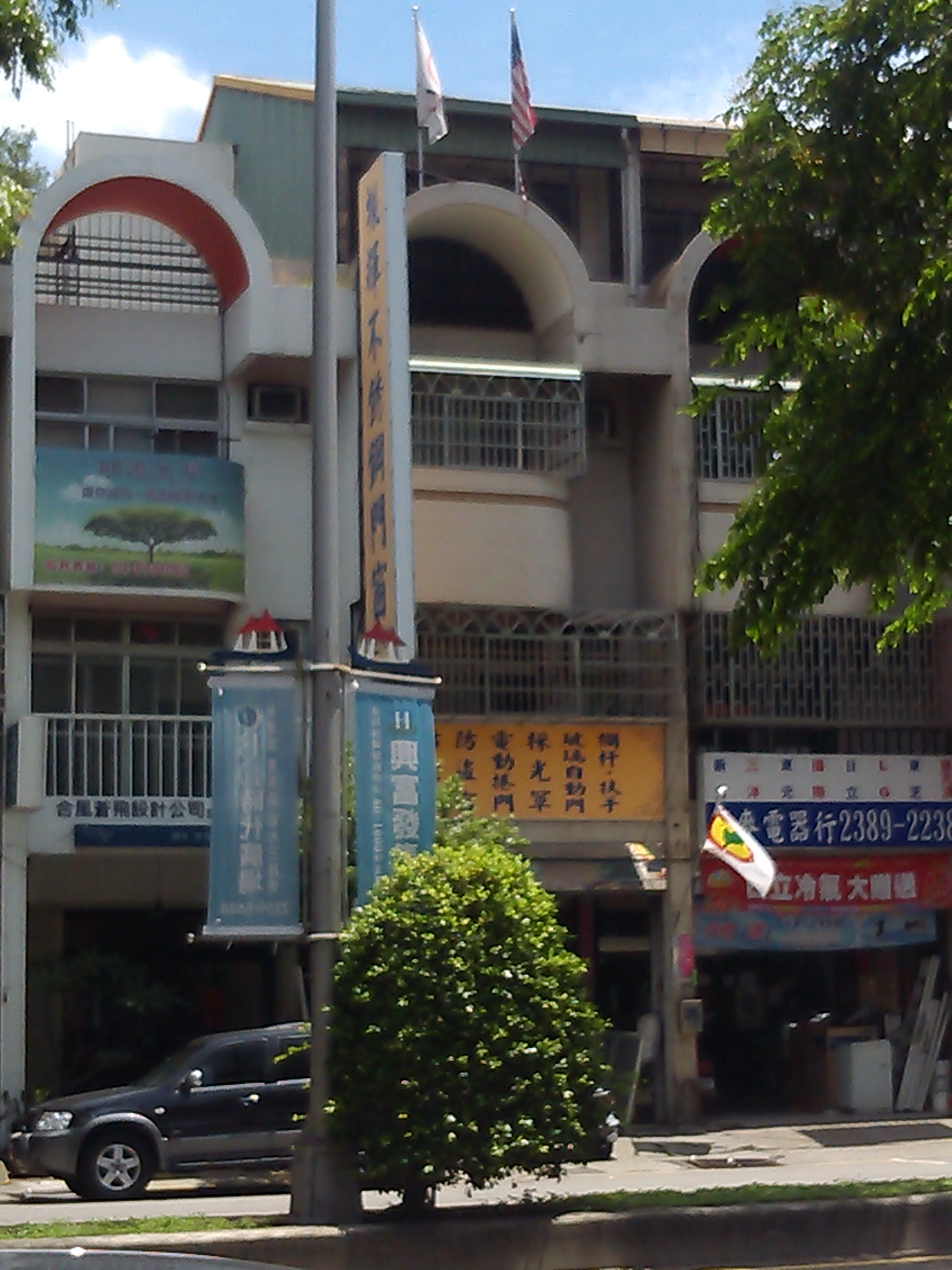
台中州分部（2019/11/23已廢除）
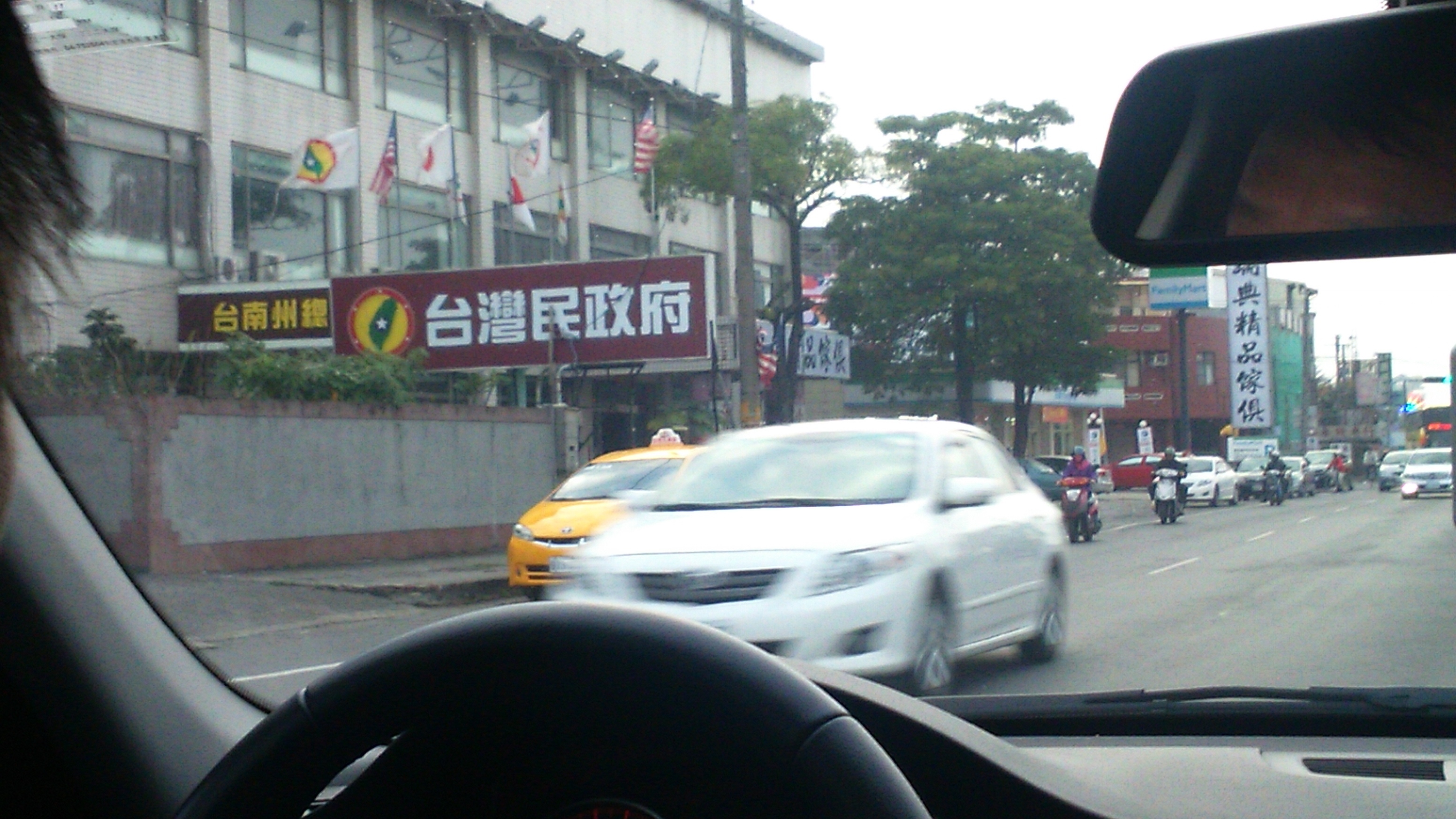
台南州總部（2019/11/23已廢除）
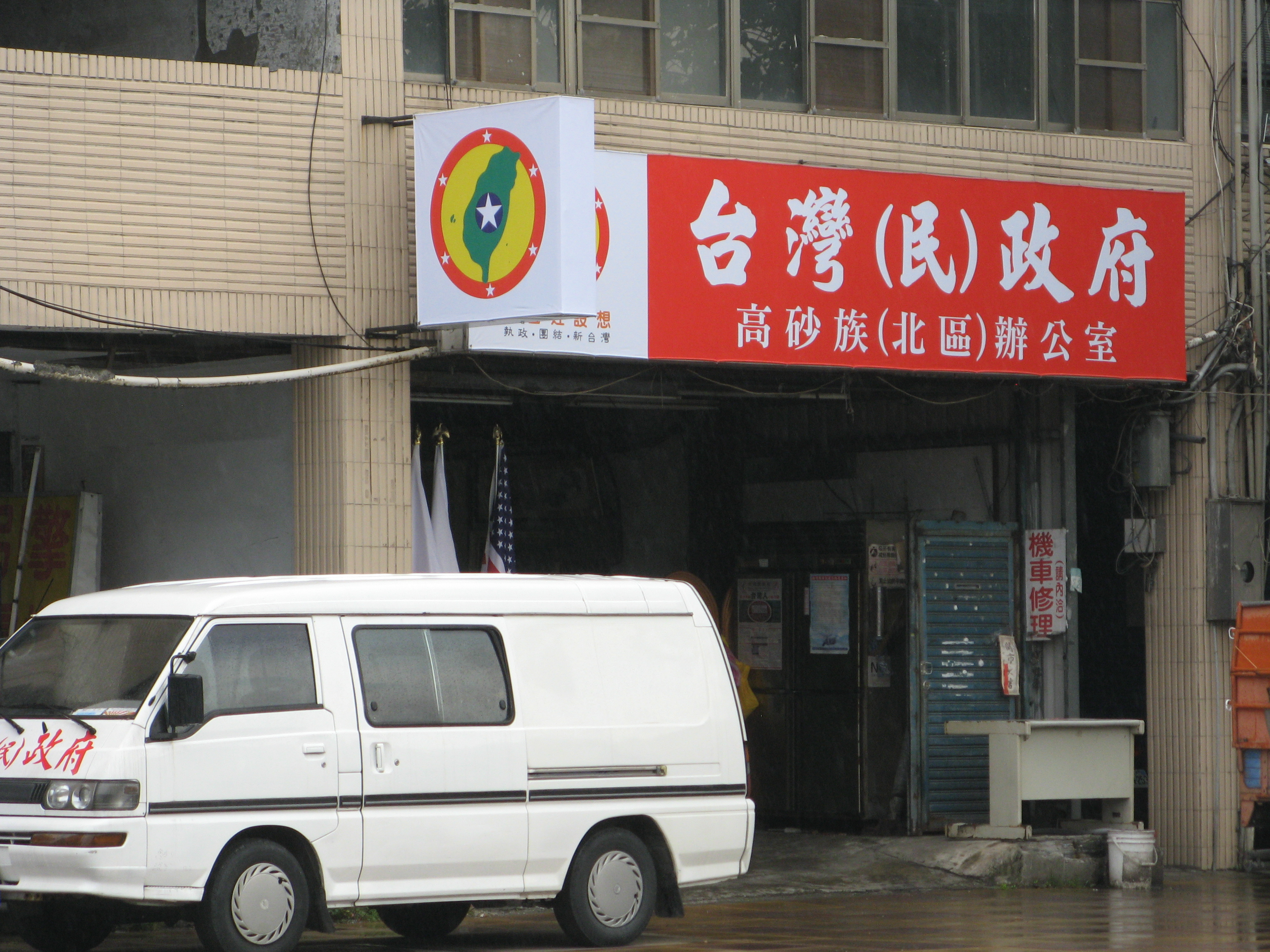
高砂族北區辦公室（現已撤除招牌）（2019/11/23已廢除）

### 黑熊部隊
黑熊部隊是台湾民政府的武装力量，使用的武器是橡膠子彈、辣椒水等鎮暴武器，编制180人。2016年6月19日，台湾民政府中央會館遭六位民众抗议，並有兩位民眾強行闖入；台湾民政府派出黑熊部隊镇压，用橡膠子彈掃射，致使3人受傷；甚至桃園市政府警察局龜山分局警員到場處理時，黑熊部隊不聽警方警告，持續對民眾動粗。

### 旗幟
台灣民政府使用美國國旗、日本國旗、美國軍政府佔領台澎地區的佔領旗、台灣民政府旗共四面旗幟，不論是辦事處或是宣傳單上都可以見到。

美國國旗
日本國旗
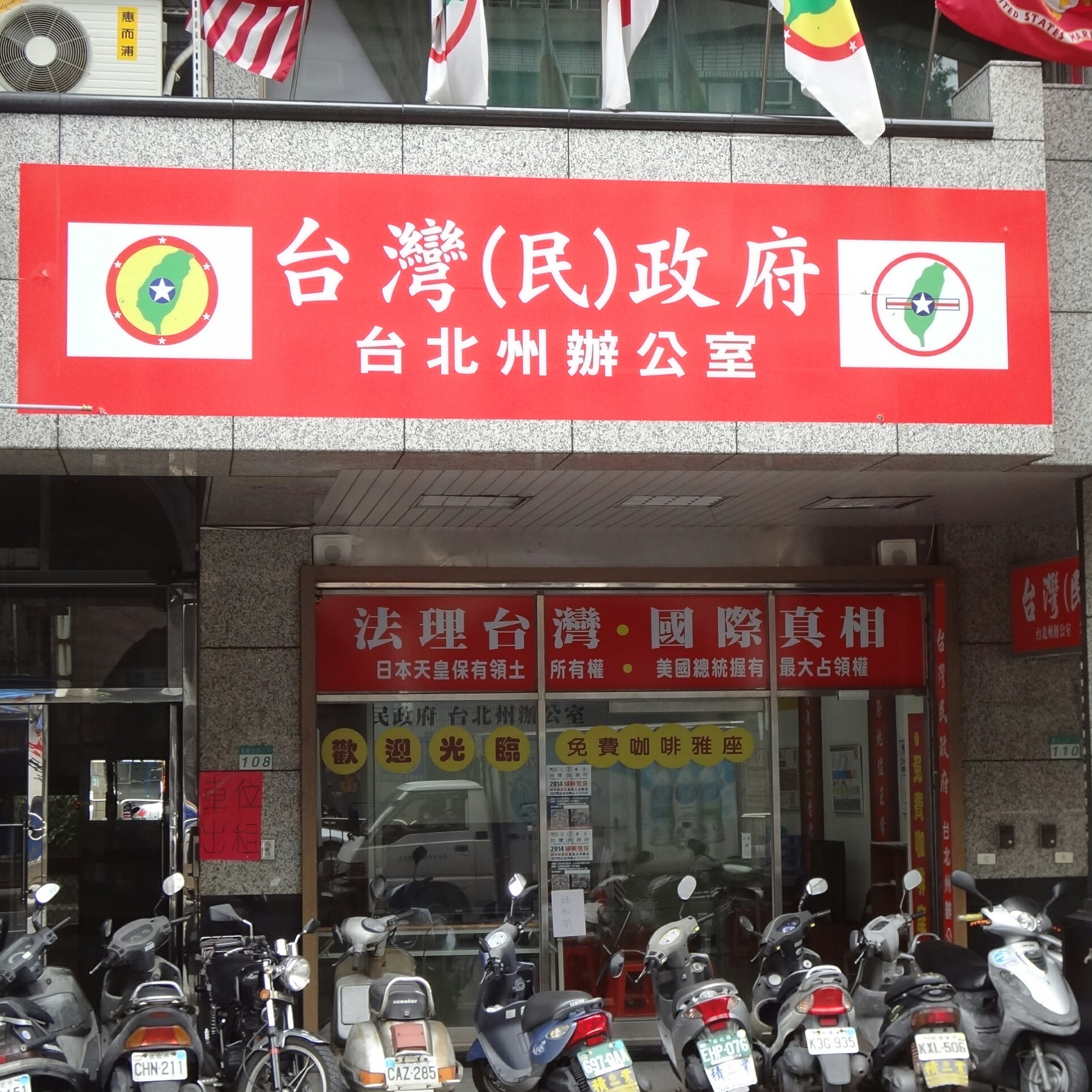
前台灣民政府台北州辦公室，招牌左邊為台灣民政府旗，招牌右邊為美國軍政府佔領台澎地區的佔領旗
美國海軍陸戰隊旗幟，於台灣民政府的中央會館與各辦事處懸掛，但不見於台灣民政府的宣傳單上

## 外交活動
2013年10月20日，台灣民政府國際事務部禮賓司接待日本御茶之水女子大學附屬高等學校訪問團。

## 主張的統治區域
台灣民政府宣稱合法統治臺灣、臺灣附屬島嶼、澎湖群島、新南群島，劃分為「台北州、新竹州、台中州、台南州、高雄州、宜蘭州」共六個州，並將原有的鄉鎮市區整併為郡。
2014年11月10日，台灣民政府公告，本月8日「參眾議院聯席會議」通過，各州首長職稱「州長」改為「知事」，各州副首長職稱「副州長」改為「副知事」，各郡首長職稱維持「郡守」，各州參議會及眾議會合併改為單一州議會，各州每五萬人口選出州議員一人，各州議會設置議長一人與副議長三人。
2016年1月24日，台灣民政府「中央辦公廳組織部」公告，由於登記有案之高雄州同心已有2,000人，為了發展以及配合事實業務需要，高雄州即日起分拆為高雄一州、高雄二州、高雄三州。至此，台灣民政府行政區劃對照現行臺灣行政區劃：
- 台北州：台北市、一部份的新北市，下分九郡
- 新竹州：桃園市、新竹市、新竹縣、苗栗縣、一部份的新北市，下分九郡
- 台中州：台中市、彰化縣、南投縣，下分九郡
- 台南州：雲林縣、嘉義縣、嘉義市、台南市，下分六郡
- 高雄一州：澎湖縣、一部份的高雄市、一部份的屏東縣，下分四郡
- 高雄二州：一部份的高雄市，下分三郡
- 高雄三州：一部份的高雄市、一部份的屏東縣，下分四郡
- 宜蘭州：宜蘭縣、花蓮縣、台東縣、基隆市、一部份的新北市，下分七郡

2020年，台灣民政府行政區劃：
- 高雄州：旗山郡、岡山郡、楠梓郡、鼓山郡、鳳山郡、屏東郡、潮州郡、東港郡、苓雅郡、澎湖郡。
- 台南州：斗六郡、嘉義郡、北港郡、懷山郡、臨海郡、台南郡、安平郡、府城郡。
- 台中州：大甲郡、豐原郡、台中郡、大屯郡、彰化郡、員林郡、南投郡。
- 新竹州：竹北郡、新竹郡、大溪郡、苗栗郡、三樹郡、桃園郡、中壢郡、大林郡。
- 宜蘭州：宜蘭郡、羅東郡、花蓮郡、玉里郡、台東郡。
- 台北州：新泰郡、三重郡、北投郡、基隆郡、信義郡、港湖郡、城中郡、板橋郡、雙和郡。

## 反對聲音
2009年10月16日，台灣教授協會會長陳儀深表示：
林志昇、何瑞元企圖從「戰時國際法」和「佔領法」來論述戰後台灣的國際地位，戰後台灣的地位是「美國軍事管轄下海外未合併領土」。個人認為，此一論述的弱點是：既然中華民國政府只是被美國委託的「次要佔領權國」，竟然在1945年10月受降的時候宣稱台灣光復，隨後且宣告台灣人集體歸化為中華民國國民，美國為何沒有「即時糾正」？
又，既然引述19世紀末波多黎各和古巴曾經是「在USMG（美國軍事政府）管轄之下的未合併領土」作為台灣的範例，但波多黎各和古巴都確實有一個短暫的USMG、以及當地成立的平民政府予以取代的過程。而台灣有自己的歷史因緣，這些事在台灣從未發生過；今日如何能夠讓歷史倒轉，炮製一個在台灣的USMG，然後說台灣「目前的地位」是處於USMG之下未合併的領土？
……台灣地位問題錯綜複雜，至少涵蓋國際法、憲法、歷史與政治等「多學科途徑」（multi-disciplinary approach）才講得清楚；不能只根據戰後某項宣言的效力或某條約的文字解釋，就以為找到台灣地位的真相或答案。
2009年11月8日，台獨人士兼美國律師江建祥表示，林志昇等所謂“理想派”的控美案對於台獨來說是非常危險的：林志昇等的講法是，希望美國從中國國民黨手上“拿回”台灣主權，然後幫助所謂的“平民政府”完成“獨立”；但美國沒有台灣主權，美國已公開反對台獨、不准台獨公投，一旦台灣變成美國屬地，美國會讓台灣“獨立”嗎？他批評，控美案的心態非常可議，應該用一個“奴”字來形容，“看美國人臉色的‘建國程序’，這能夠做嗎？不能做”。他說，林志昇等說“台灣、美國和日本同一國”，他深不以為然，“同一國？這就是奴性！那是懦夫，才會甘心當被保護的‘奴’”。他說，林志昇等聲稱《舊金山和約》中顯示日本擁有台灣的“殘留主權”，這是他頭一次看到“殘留主權”這個名詞，他不知道“殘留主權”是什麼意思；但《舊金山和約》中，日本放棄台灣與朝鮮的主權時的法律用語一模一樣，“如果日本敢說擁有朝鮮的‘殘留主權’，一定被朝鮮打死”。
2013年3月4日，台灣軍事史作家許劍虹表示，台灣民政府是一個標準的統派團體，但其奮鬥目標是追求台灣恢復1945年以前的政治地位、也就是“回歸”大日本帝國的懷抱，故其主張台灣目前的國家元首仍然是日本天皇；但台灣民政府無法忽略大日本帝國於太平洋戰爭後瓦解、乃至於目前日本仍然遭受美軍佔領的事實，故其在法理上認為，目前的台灣與澎湖均為美國軍事政府佔領下的屬地，但同時在美國默許下有一個“中華民國流亡政府”存在於這塊土地上；台灣民政府亦認為，在中華民國體制下參與政黨選舉活動的民主進步黨，也同樣是這個“中國流亡政權”的一份子；台灣民政府主要的宣傳對象不是美國人、甚至也不是台灣人，而是日本人，“根據東森新聞對該組織領導人林志昇的訪問，台灣民政府認為：目前台灣人的身分是美國人，但是最終要成為日本人！”“台灣民政府想要把美國政府拖入一場與中共的全面戰爭中，讓這兩個超級強權彼此打到兩敗俱傷，甚至也不惜讓台灣一起同歸於盡，為日本爭取喘息與壯大的機會。一旦等到中共與美國的戰爭結束後，在他們的認知裡，日本將會成為全亞洲唯一的贏家，然後大日本帝國也將在廢墟中重新站立起來，而台灣人民也將在最後重新成為「驕傲的日本人」；這在筆者眼中，可能才是林志昇這票人的真正目的。”

2013年7月9日，台灣基督長老教會聲明：

1. 台灣的國際地位在1951年9月8日簽訂的《舊金山和約》第二條中明確說到「日本政府放棄對台灣、澎湖等島嶼的一切權利、名義與要求」，並未提及台灣的歸屬。而第二次世界大戰後的潮流及普世人權的價值影響之下，「自決權」是戰時殖民地解決歸屬的最高原則。台灣的未來應依照「住民自決」的原則，由台灣的住民來決定自己的國家；這也是台灣基督長老教會在(19)70年代發表三篇重要宣言的基礎。這些與台灣民政府主張台灣為「日本天皇保有所有權，美國總統握有佔領權」是相互矛盾的。
2. 雖然台灣民政府反對台灣屬於美國的一部份，但他們同時也反對台灣的獨立、建國、自治等的選項。這與台灣基督長老教會所堅持的「面對現實，採取有效措施，使台灣成為一個新而獨立的國家」是矛盾的。
3. 台灣民政府在這兩年不斷強調「參拜靖國神社」以展示其主張之「日本天皇保有所有權」。但參拜靖國神社具有高度的政治及宗教的敏感度及爭議性，不宜鼓勵。

2013年8月12日，台灣國家聯盟主席姚嘉文在台灣基督長老教會「台灣民政府及兩岸基督教論壇對策說明會」台北場表示，台灣民政府強調台灣不是一個國家，這與台灣基督長老教會強調「要建立一個新而獨立的國家」的立場大相逕庭，但台灣基督長老教會仍有許多牧長、信徒堅信台灣民政府的說法，令他非常擔憂；他說，台灣民政府對台獨運動及台獨團體的傷害很重，大家一定要好好分辨，不要被台灣民政府騙了，「台灣不是日本、美國、中國的，台灣是台灣人民的，這就是事實！」
2014年1月30日，前民進黨中央黨部公共政策研究中心幹事蔡百銓表示，台灣民政府期盼美國與日本勢力重返台灣，類似萬那杜塔納島居民的船貨崇拜期盼美軍重返該島；如今美國確實會加強其在西太平洋的勢力，但是絕不可能恢復《中美共同防禦條約》的程度；台灣想要加強台美關係，最迫切的工作就是加入跨太平洋戰略經濟夥伴關係協議（TPP）。
2015年5月31日，台獨人士張繼昭表示，《臺灣關係法》與六項保證都證明美國不是臺灣的主要佔領國，否則美國早在1978年總統吉米·卡特宣佈與中華民國斷交時就直接接管臺灣了；《舊金山和約》第1條規定結束同盟國對日本的戰爭狀態，第2條規定日本放棄臺灣及澎湖主權、但沒有規定美國對臺灣及澎湖有佔領權，第6條規定佔領軍於該條約生效後90天內退出「所有的」佔領地區，沒有佔領就沒有佔領權；台灣民政府與美國臺灣政府都主張美國是臺灣的主要佔領國，但他們都沒有美國的授權書，「就等於美國不承認他們」。2015年6月15日，張繼昭說，《臺灣關係法》是美國國會制定的國內法，美國國會沒有行政權，現在的美國只能承認「臺灣治理當局」（governing authorities on Taiwan）、不能同時承認其他政治實體，美國國會當然不會授權任何團體在臺灣治理當局之外組織政府，所以美國不可能承認台灣民政府或美國臺灣政府。
2016年6月11日，Facebook台灣國護照貼紙粉絲專頁管理員表示，前一陣子台灣民政府成員不斷在該頁張貼台灣民政府官方宣傳影片，還以台灣民政府在七大工業國組織（G7）雜誌花錢買的廣告宣稱台灣民政府「已被G7邀請以觀察員身分去參與」；上列言論被該頁管理員揭穿以後，台灣民政府成員不但沒有回答管理員的質疑，反而找來多人到該頁護航；希望大家不要花錢申請台灣民政府身分證，也希望蔡英文政府早日處理台灣民政府，「不要再讓他們繼續抹黑台灣建國運動」。
2016年6月14日，AIT臺北辦事處處長梅健華表示，台灣民政府身分證無法免簽進美國。
2016年6月15日，台灣民族同盟資深成員張先生向信傳媒表示，陳水扁在其總統任期末期出很多事，「國內許多『愛台灣』的支持者突然覺得台灣前途飄搖」，林志昇趁勢宣稱台灣民政府背後有美國中央情報局（CIA）支持，他問林志昇「憑什麼說CIA支持？拿出證據來」，林志昇支吾其詞；嘉義曾有一批醫生熱衷參加台灣民政府活動，其中一人被說服以新臺幣三千萬元買下未來台灣民政府執政後的「州長」職位，「事隔多時，那位醫生覺得不對勁，錢也討不回，那幾個醫生就跟林志昇決裂了，但也不敢四處張揚」。同日，政治評論家汪笨湖向信傳媒說，台灣民政府是在馬英九政府任期內壯大，其很多行為已經違法，「馬政府卻默許其行徑，為的是醜化台獨」，其實很多真正從事台獨運動的人早已跟林志昇劃清界線。信傳媒向台灣民政府台北州辦公室求證林梓安是否擁有中華人民共和國國籍，對方強烈否認、說「那是從我們這邊背叛出去的人亂放話」；信傳媒追問林志昇與林梓安是否結婚，對方不願回應。
2016年6月16日，政治評論家曹長青表示，台灣民政府利用「一些台灣人對日本的親和情懷（包括今天對民主日本的好感）」，主張台灣是日本的一部分，其組織架構也模仿日本政府。他說，林志昇一邊說台灣是日本的一部分，一邊又宣稱第二次世界大戰以後的台灣是美國屬地，還自稱在美國提起訴訟（控美案）要求確認美國對台灣的管轄權；但在美國，只要找一個律師寫訴狀就可到法院遞狀，但「遞狀不等於法院受理」。他說，美國聯邦地方法院與美國聯邦上訴法院皆以純屬政治問題為由，根據《聯邦民事訴訟法》將控美案程序駁回，「連請求的內容都拒絕予以實質裁判」；林志昇卻謊稱控美案已經進入「林志昇律師團可以向被告（包含白宮、國務院、國防部、法務署等行政部門）調閱與本案相關之文件」的狀況，林志昇在台灣演講時甚至自稱「美國願意提供它的機密檔案給我，這個機密檔案都是英文的，差不多有兩個我的身高那麼多」。
2018年5月11日，全民拔菜總部總指揮盧朝財率眾到台灣民政府中央會館，放鞭炮慶祝台灣民政府遭桃園地檢署搜索，高喊「中華民國萬歲」、「檢調加油，替天行道」。盧朝財透露，他在宜蘭縣一個朋友誤信台灣民政府的謊言，加入以後被騙走很多錢，「但他現在已經死了，死不瞑目」。同日，台灣建國黨主席黃國華說，他也報名參加台灣民政府課程，他認為台灣民政府確實削弱中華民國政府，台灣民政府遭桃園地檢署搜索事件代表中華民國總統兼民主進步黨主席蔡英文想藉此肅清政敵；林志昇豪宅被搜出新台幣1.3億元現金，這筆錢沒有運用在台灣獨立建國，印證林志昇的主張最後是用於自己的賺錢，台灣民政府強大的組織與動員能力是獨派所不及。前台灣獨立黨副主席藍大山說，台灣民政府剛開始的吸收對象都是對台獨運動有熱情的人，林志昇從台獨社團找出熱情可愛的支持者當幹部，但是財務不公開、教材理論錯誤百出，很多人事後發現受騙。
2018年5月11日，政治評論家葉柏祥表示，臺灣總督府民政長官後藤新平曾說台灣人貪生怕死、貪財愛錢、愛面子，台灣民政府詐騙案正是台灣人「好騙難教、貪官愛財」的寫照。2018年5月14日，葉柏祥表示，台灣民政府絕對不是台獨團體，「没有建國的意識，也没有獨立的信念，反而是一個『打著台灣反台灣』的團體」，實質是政治詐騙集團；台灣民政府起始成員確實有許多人來自李登輝之友會，「而且是大金主」。2018年5月19日，新北市議員劉美芳說，AIT早已證實台灣民政府發行的身分證與護照等文件不獲美國認可，台灣民政府卻仍繼續經營，檢調必須仔細清查；蔡英文政府也該好好思考，為何有民眾寧可自稱是日本人、美國人，也不願認同台灣這塊土地。
2019年2月20日，台灣智庫諮詢委員張國城批評，台灣民政府長年利用操弄似是而非的理論與新聞事件來搏取媒體版面，受眾鎖定在受教育程度較低的弱勢族群，利用知識差距形成讓人看不清的知識壁壘，藉以榨取弱勢族群的「棺材本」。

## 內部分裂
2020年6月12日，台灣民政府发布一份公告，称林梓安、洪譽銘仿製台灣民政府標誌，将此視為“叛離份子”行为。

## 外部連結
- 台灣民政府官方網站（中文）
- 台灣民政府的Facebook專頁